# Shambarai-Sumpf
Der Shambarai-Sumpf (manchmal auch Olgarwe Shambarai) ist ein temporärer See in Tansania.

## Beschreibung
Der See hat nur eine geringer Tiefe und befindet sich in der Manyara Region des Landes. Er liegt auf 917 m Höhe und wird vom Themi, der am Westhang des Mount Meru entspringt gespeist. Er entwässert bei der Stadt Mbunguni in den Kikuletwa.